# Edmund Fitzgerald (Schiff)
Die Edmund Fitzgerald war ein amerikanisches Frachtschiff, das am 10. November 1975 während eines Sturms auf dem Oberen See unterging. Dabei kamen alle 29 Besatzungsmitglieder ums Leben. Das Unglück ist die bekannteste Katastrophe in der Geschichte der Schifffahrt auf den Großen Seen. Weltweite Bekanntheit erlangte das Unglück durch den kanadischen Folksänger Gordon Lightfoot, der die Ereignisse des Untergangs in seiner Ballade The Wreck of the Edmund Fitzgerald verarbeitete.

## Das Schiff
Am 1. Februar 1957 beauftragte die Northwestern Mutual Life Insurance Company aus Milwaukee das Schiffbauunternehmen Great Lakes Engineering Works mit dem Bau eines Große-Seen-Schiffs, einem Massengutfrachter für den Transport von Eisenerz. Der Vertrag enthielt die Klausel, dass das Schiff das größte auf den Großen Seen werden sollte. Die Kiellegung fand am 7. August desselben Jahres statt, und vor der Schiffstaufe und dem Stapellauf am 8. Juni 1958 beschloss die Northwestern, das Schiff nach ihrem neugewählten Generaldirektor Edmund Fitzgerald zu benennen, dessen Vater schon als Kapitän auf den Großen Seen gefahren war.
Das fertiggestellte Schiff war mit einer Länge von 222,20 m, wie vertraglich vereinbart, das größte Schiff auf den Großen Seen; dieser Rekord hatte noch bis 1971 Bestand, danach kamen größere Frachter auf. Die Edmund Fitzgerald war als herkömmliches Große-Seen-Schiff aufgeteilt, es besaß ein vorne angeordnetes Deckshaus, eine achtere Maschinenanlage und  in der Schiffsmitte drei Laderäume mit einem Schüttrauminhalt von 24.384 m3. Der Ladungsumschlag erfolgte durch 21 jeweils 3,53 × 16,5 m große Luken, deren Lukendeckel aus 8 mm dickem Stahl bestanden.  Die Ladekapazität betrug  24.131 Tonnen.
Der Antrieb bestand aus zwei Westinghouse-Dampfturbinen, deren gemeinsame Leistung über zwei Reduziergetriebestufen auf die Propellerwelle übertragen wurde. Die Dampfkessel des Schiffes waren ursprünglich kohlebefeuert, wurden aber in der Winterpause 1971/1972 auf Ölfeuerung umgestellt.
Beim Stapellauf des Schiffes waren über 15.000 Menschen anwesend. Bereits diese Zeremonie lief nicht ohne Schwierigkeiten ab. Als Frau Fitzgerald das Schiff mit einer Champagnerflasche taufen wollte, waren drei Versuche nötig, bis die Flasche zersprang. Der Stapellauf verzögerte sich um 36 Minuten, weil die Werftarbeiter Schwierigkeiten hatten, die Kielblockträger zu lösen. Als das Schiff dann seitwärts ins Wasser glitt, stieß es mit voller Wucht gegen ein Dock.
Die Probefahrten begannen am 13. September 1958, und die Northwestern Company übergab den Betrieb des Schiffes eine Woche später an die Oglebay Norton Corporation. In den folgenden 17 Jahren transportierte die Fitzgerald Takonit aus Minen in der Nähe von Duluth zu den Stahlwerken in Detroit, Toledo und zu anderen Häfen. Vor den Ereignissen des 9. November 1975 war sie in fünf Kollisionen verwickelt, lief 1969 auf Grund, kollidierte 1970 mit der Hochelaga und prallte später im selben Jahr gegen eine Schleusenwand, was in den folgenden Jahren noch zweimal passierte. 1974 verlor sie auch ihren ursprünglichen Buganker im Detroit River.

## Der Untergang

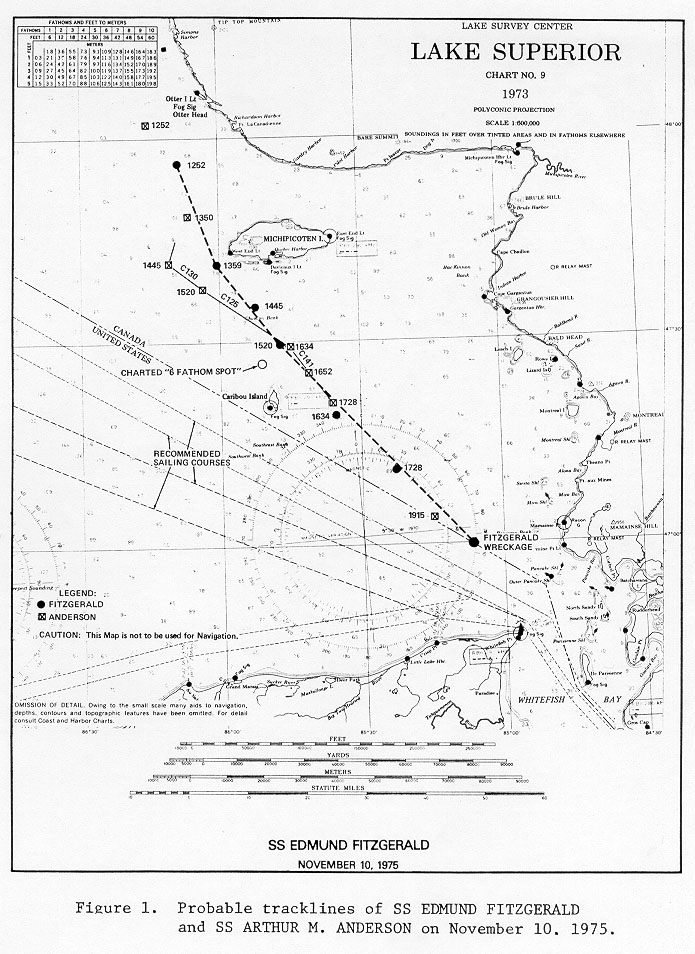
Fahrtverlauf der Edmund Fitzgerald und der Arthur M. Anderson

Die Edmund Fitzgerald verließ den Hafen von Superior am Nachmittag des 9. November 1975 unter dem Kommando von Kapitän Ernest M. McSorley. Sie war auf dem Weg zu einem Stahlwerk in der Nähe von Detroit, voll beladen mit Takonit. Fast zeitgleich war ein zweiter Frachter, die Arthur M. Anderson, von Two Harbors kommend nach Gary unterwegs und schloss sich ihr an. Die Kapitäne der beiden Schiffe kamen überein, die Strecke gemeinsam zu fahren, nicht zuletzt wegen des aufkommenden schlechten Wetters. Die Fitzgerald übernahm als das schnellere Schiff die Führung, während die Anderson mit wenigen Meilen Abstand hinterherfuhr.
Die beiden Schiffe, die den Oberen See mit 13 Knoten befuhren, gerieten bald in einen schweren Wintersturm mit Windgeschwindigkeiten von über 50 Knoten und bis zu zehn Meter hohen Wellen. Aufgrund des Sturmes waren die Soo-Schleusen in Sault Ste. Marie geschlossen. Die Frachter änderten ihren Kurs nordwärts, um entlang der kanadischen Küste vor dem Wind geschützt zu sein. Später schwenkten sie in Richtung Whitefish Bay, um die Schleusen zu erreichen.
Am späten Nachmittag des 10. November wurden immer noch anhaltende Winde von 50 Knoten im Osten des Oberen Sees beobachtet. Die Edmund Fitzgerald wurde von einer Windböe in Hurrikan-Stärke mit 75 Knoten getroffen. Um 15:30 Uhr funkte die Besatzung die Anderson an und berichtete von einer leichten Schlagseite sowie Beschädigungen an Deck einschließlich Verlust des Radars. Aufgrund des schweren Schneefalls war die Sicht äußerst schlecht, und die US-Küstenwache hatte die Warnung ausgegeben, dass alle Schiffe einen sicheren Hafen anlaufen sollten. Die beiden Lenzpumpen der Edmund Fitzgerald liefen im Dauerbetrieb, um das eingedrungene Wasser abzupumpen. Der Leuchtturm und die Funkfeuer in Whitefish Point waren durch den Sturm außer Betrieb gesetzt worden, so dass die Edmund Fitzgerald, die immer noch der Anderson vorausfuhr, zu dieser Zeit praktisch blind war. Daher verlangsamte sie ihre Fahrt, um in den Erfassungsbereich des Radars der Anderson zu gelangen und so von dieser Radarunterstützung zu erhalten.
Eine Zeitlang lotste die Anderson die Fitzgerald in Richtung der relativen Sicherheit der Whitefish Bay. Um 17:45 Uhr funkte Kapitän McSorley ein anderes Schiff (die Avafors) an und berichtete, dass sein Schiff schwere Schlagseite habe, beide Radare verloren habe und die Wellen kontinuierlich über das Deck schlügen. McSorley beschrieb die Situation: „Eine der schwersten Seen, die ich je erlebt habe“.
Der letzte Funkspruch des Unglücksschiffs wurde um etwa 19:10 Uhr empfangen, als die Anderson der Fitzgerald meldete, dass sie von einer Riesenwelle getroffen worden sei, die sich nun in Richtung der Fitzgerald weiterbewegte. Nach der Lage gefragt, antwortete McSorley: „We are holding our own“ (etwa: „Wir schaffen das“, „Wir kommen da durch“). Nur wenige Minuten später muss das Schiff gesunken sein, es wurde kein Notsignal empfangen. Zehn Minuten danach konnte die Anderson die Fitzgerald weder über Funk erreichen noch auf dem Radar ausmachen. Um 20:32 Uhr informierte die Schiffsführung der Anderson die Küstenwache über ihre Besorgnis um das Schiff.

## Die Suche
Unmittelbar nachdem die Anderson den Verlust der Fitzgerald gemeldet hatte, wurde die Suche nach Überlebenden eingeleitet. Die erste Suchmannschaft bestand aus der Arthur M. Anderson selbst und einem zweiten Frachter, der William Clay Ford. Der Einsatz eines dritten Frachters, der kanadischen Hilda Marjanne, wurde durch die Wetterbedingungen vereitelt. Die US-Küstenwache schickte drei Flugzeuge, konnte aber wegen des Wetters zunächst keine Schiffe mobilisieren. Ein Tonnenleger der Küstenwache, die Woodrush, konnte zwar innerhalb von drei Stunden auslaufen, brauchte aber über einen Tag, um am Unglücksort einzutreffen. Bei der Suche wurden Trümmer und auch Rettungsboote und -flöße gefunden, aber keine Überlebenden.

## Das Wrack

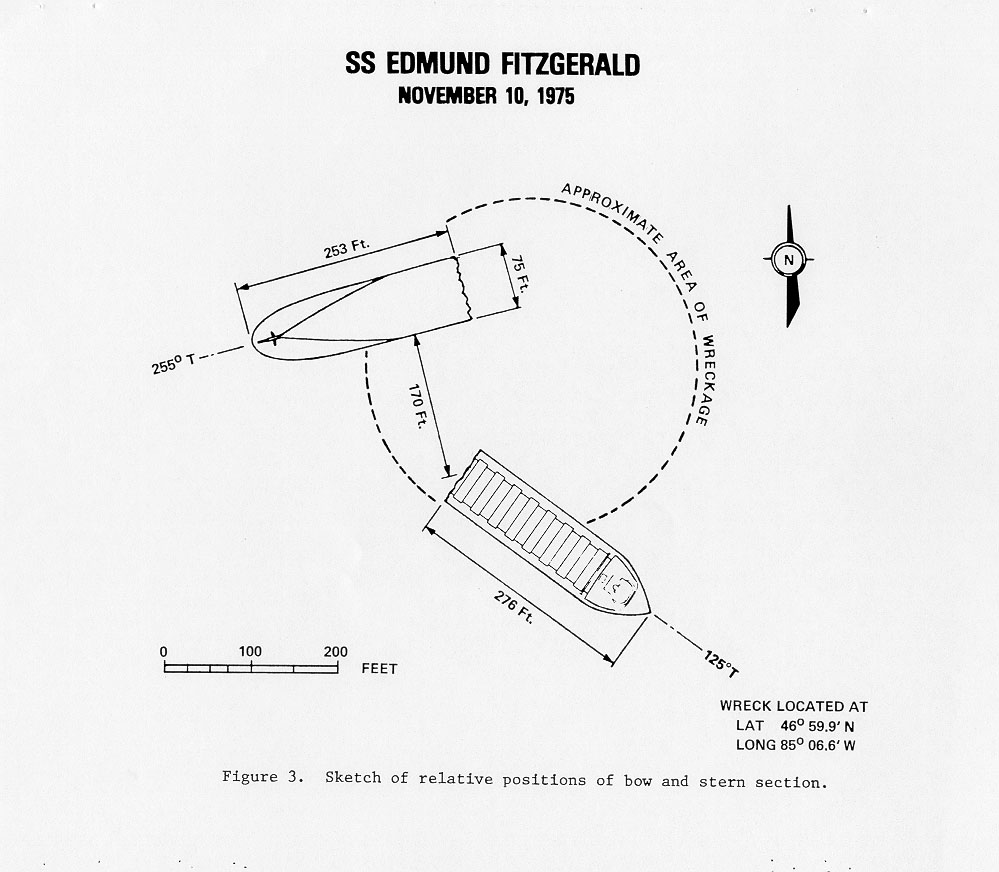
Positionen der Wrackteile

Das Wrack wurde zuerst von einem Flugzeug der US Navy entdeckt, das mit einem Magnetanomaliedetektor ausgestattet war, der normalerweise zum Aufspüren von U-Booten benutzt wird. Das Wrack wurde daraufhin vom 14. bis zum 16. November 1975 mit Hilfe von Seitensichtsonar durch die Küstenwache untersucht. Der Sonar entdeckte zwei große Objekte nahe beieinanderliegend auf dem Grund des Sees. Eine zweite Untersuchung wurde vom 22. bis zum 25. November durch ein privates Bergungsunternehmen vorgenommen.
Vom 20. bis zum 28. Mai 1976 wurde das Wrack mit Hilfe eines unbemannten Tauchboots der US Navy fotografiert, das mit einem Kamerafahrzeug ausgestattet war. Es  befindet sich an der Position 46° 59′ 54″ N, 85° 6′ 36″ W in kanadischen Gewässern. Das Tauchboot fand die Edmund Fitzgerald in zwei große Hälften zerteilt in 160 Metern Tiefe. Der ungefähr 84 Meter lange Bugteil lag aufrecht im Schlamm. Der Heckteil befand sich 52 Meter entfernt, mit der Oberseite nach unten in einem 50-Grad-Winkel zum Bug. Metall- und Takonithaufen zwischen Bug und Heck bildeten die Überreste des Mittelteils.
Im September 1980 führte das Forschungsschiff Calypso unter der Leitung von Jean-Michel Cousteau eine Expedition zum Wrack durch, die allerdings wenig neue Erkenntnisse brachte. Im August 1989 gab es eine weitere Tauchexpedition mit einem ferngesteuerten Tauchboot, die von einem Team aus Mitgliedern verschiedener Organisationen, darunter der NOAA, geleitet wurde. Diese Expedition kam zu dem Schluss, dass die Schäden am Bug viel zu groß seien, um durch den Sturm verursacht worden zu sein.
Am 4. Juli 1995 wurde die Glocke des Schiffes aus dem Wrack geborgen und durch ein Replikat ersetzt, auf dem die Namen aller 29 Besatzungsmitglieder eingraviert sind. Dies war der letzte offiziell genehmigte Tauchgang zum Wrack. Das kanadische Parlament hat, nicht zuletzt auf Betreiben der Angehörigen der Opfer, ein Gesetz erlassen, welches das Wrack als Seegrab schützt.

## Ursachen
Nach dem Verschwinden der Edmund Fitzgerald wurde zunächst angenommen, dass das Schiff durch die Auswirkung des Sturms bereits an der Oberfläche des Sees in zwei Teile zerbrochen wäre. Frühere Schiffsunglücke legten nahe, dass man Bug- und Heckteil weiter voneinander entfernt auf dem Grund des Sees finden würde. Da man jedoch später die Wrackteile nur wenige Meter voneinander entfernt gefunden hatte, folgerte man, dass das Schiff erst auf dem Grund des Sees auseinandergebrochen sei.
Eine Untersuchung der Küstenwache kam zu dem Ergebnis, dass das Unglück durch unzureichende Lukenverschlüsse verursacht worden sei, so dass durch die starken Wellen Wasser in den Laderaum eindringen konnte. Dadurch sei der Laderaum schleichend und wahrscheinlich über den ganzen Tag hinweg und unbemerkt geflutet worden, was letztendlich zu einem verhängnisvollen Verlust von Auftrieb und Stabilität führte, so dass das Schiff plötzlich und ohne Vorwarnung sank.
Der Bericht der Küstenwache stieß vielerseits auf Widerspruch. Die meistverbreitete alternative Theorie beinhaltet, dass das defekte Radar die Besatzung zwang, auf ungenaues Kartenmaterial zurückzugreifen, wodurch die  Fitzgerald von der Besatzung unbemerkt auf eine Sandbank in der Nähe von Caribou Island auflief. Dadurch wurde sie an der Unterseite beschädigt und lief langsam mit Wasser voll, bis sie plötzlich sank, ohne dass die Besatzung Zeit gehabt hätte, zu reagieren. Das Schiff schraubte sich in den Boden des Sees, zerbrach in zwei Teile und das Heck landete mit der Oberseite nach unten auf dem Grund. (Aufgrund der großen Länge des Schiffes im Vergleich zur Wassertiefe könnte das Heck sogar noch über Wasser gewesen sein, als der Bug bereits auf dem Seeboden aufschlug.) Diese Theorie wird unter anderem durch den letzten Funkverkehr zwischen der Anderson und der Fitzgerald gestützt; die Anderson war von zwei großen Wellen getroffen worden, die sich in Richtung der Fitzgerald weiterbewegten. Dass der Rumpf tatsächlich vor dem Untergang eingerissen war, erweist sich allerdings als schwer beweisbar. Das Wrack hat sich bis zu den Lademarkierungen im Schlamm festgesetzt, was eine weitere Untersuchung unmöglich macht.
In einem vom Fernsehsender Discovery Channel produzierten und gesendeten Dokumentarfilm wurde eine lange Bruchkante in der Rumpfpanzerung des Wracks untersucht. Auf vorherige Schäden an Frachtraumabdeckungen und Schließbügeln sowie auf Materialbrüche wurde ebenfalls eingegangen. Mit Hilfe von Wellenbecken und Computersimulationen folgerte das Fernsehteam, dass der Untergang der Edmund Fitzgerald durch eine Monsterwelle verursacht wurde. In den Seewetterberichten waren drei große Wellen beschrieben, von zweien hatte auch die Edmund Fitzgerald berichtet. Daher kam die Untersuchung zu dem Schluss, dass das Schiff von den ersten beiden Wellen schwer beschädigt wurde, anschließend Wasser durch die beschädigten Frachtraumabdeckungen eindrang und das Schiff dann von der dritten Welle unter Wasser gedrückt wurde.

## Gedenkstätten

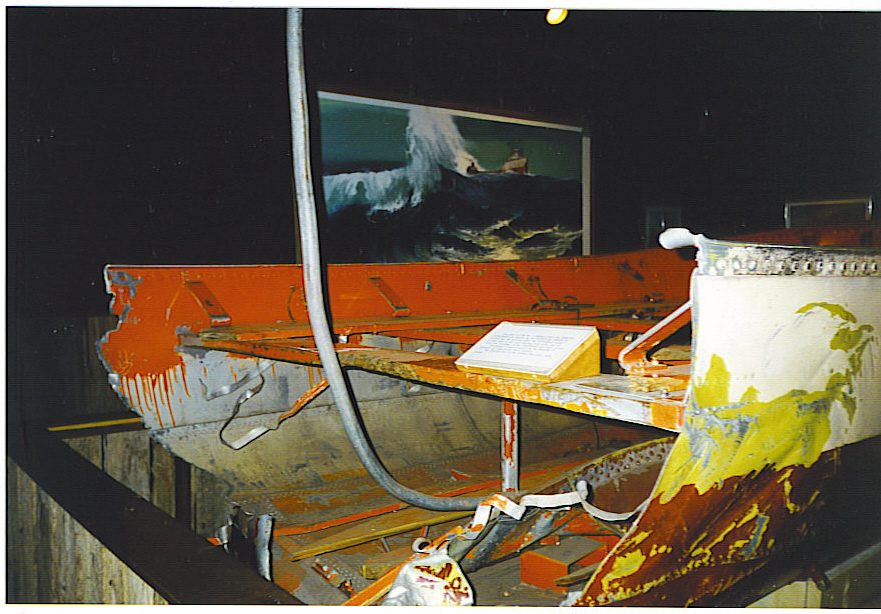
Rettungsboot der Edmund Fitzgerald, ausgestellt im Museum Steamship Valley Camp

Am Tag nach dem Untergang läutete die Mariners’ Church in Detroit 29 Mal ihre Glocke, je einmal für jedes ums Leben gekommene Besatzungsmitglied. Die Kirche hielt 30 Jahre lang an diesem jährlichen Gedenktag fest, an dem zum Läuten der Kirchenglocke die Namen der Besatzungsmitglieder verlesen wurden. Ab dem Jahr 2006 wurde die Gedenkzeremonie erweitert und ist nun eine Gedenkveranstaltung für alle Seeleute, die auf den Großen Seen ihr Leben verloren.
Das aus dem Wrack geborgene Original der Schiffsglocke ist nun im Great Lakes Shipwreck Museum in Whitefish Point ausgestellt. Auch dort findet seitdem jährlich am 10. November eine Gedenkzeremonie mit dem Läuten der Glocke und dem Verlesen der Namen statt. Ein Anker der Fitzgerald, der auf einer früheren Fahrt verloren wurde, wurde aus dem Detroit River geborgen und ist im Dossin Great Lakes Museum in Detroit zu sehen. Zu den im Museumsschiff Steamship Valley Camp in Sault Ste. Marie, Michigan ausgestellten Gegenständen gehören ein Rettungsboot (vom Sturm zerrissen), Fotografien, ein Film sowie Modelle und Gemälde.
Die Edmund Fitzgerald ist das letzte und das größte Schiff, das auf den Großen Seen gesunken ist, sie liegt allerdings nicht alleine auf dem Grund des Sees. Die Großen Seen haben eine lange Geschichte von Schiffsuntergängen; seit 1878 haben sich fast 6000 Schiffsunglücke ereignet, ein Viertel davon Totalverluste. Viele Schiffe sind mitsamt ihren Besatzungen einfach im Sturm verschwunden. Einige Unterwasser-Schutzgebiete für Taucher wurden errichtet, die teilweise mehrere Schiffswracks enthalten.
Im Jahr 2005 wurden Anstrengungen unternommen, in Washington ein Denkmal zu Ehren aller auf den Großen Seen ums Leben gekommenen Seeleute zu errichten. Eine Kampagne mit dem Ziel, den 10. November als „Great Lakes Mariners Day“ zu etablieren, lief ins Leere, als das Repräsentantenhaus 1994 die Praxis der Vergabe jährlicher Gedenktage beendete.
1976 nahm der kanadische Folksänger Gordon Lightfoot den Song The Wreck of the Edmund Fitzgerald auf, der die Ereignisse des Untergangs zum Inhalt hat. Das Lied wurde einer seiner größten Hits und war ein Höhepunkt auf seinen Konzerten.